# Saint-Martin-des-Tilleuls
Saint-Martin-des-Tilleuls är en kommun i departementet Vendée i regionen Pays de la Loire i västra Frankrike. Kommunen ligger i kantonen Mortagne-sur-Sèvre som tillhör arrondissementet La Roche-sur-Yon. År 2022 hade Saint-Martin-des-Tilleuls 1 144 invånare.

## Befolkningsutveckling
Antalet invånare i kommunen Saint-Martin-des-Tilleuls
| Referens: INSEE |